# E-Tribe
E-Tribe é uma dupla de produtores musicais da Coreia do Sul, formada por Ahn Myung-won e Kim Young-deuk, também conhecido como E.D.. Eles são mais conhecidos pela produção de hits como "Gee" de Girls' Generation, "U-Go-Girl" de Lee Hyori, "It's You" de Super Junior, "Naeng Myun" de Jessica do Girls' Generation & Park Myung Soo, e "I Know" de Se7en.

## Créditos
Obras produzidas e compostas por E-Tribe incluem as seguintes:
- "Gee" por Girls' Generation
- "Be Happy" por Girls' Generation
- "Star Star Star" por Girls' Generation
- "Yodel" por KARA
- "U-Go-Girl" por Lee Hyori
- "D.I.S.C.O" por Uhm Jung-Hwa
- "Crazy" por Lee Jung-hyun
- "Naeng Myun" por Jessica (Girls' Generation) & Park Myeong-su
- "It's You" por Super Junior
- "I Know" por Se7en
- "Yayaya" por T-ara
- "Outlaw in the Wild" por Hyuna do 4minute & Nassun
- "O-IWI-O" por Nassun & G.O do MBLAQ
- "Cry" por MBLAQ [1]
- "Shameless Lie" por Gayoon de Lie To Me OST
- "oH aH" por Kim Hyung Jun
- "Supa Dupa Diva" por Dal Shabet
- "Pink Rocket" por Dal Shabet
- "Bad Guy" por Joo
- "Bling Bling" por Dal Shabet
- "Hush" por miss A